# المپیک زمستانی ۱۹۷۲
بازی‌های المپیک زمستانی ۱۹۷۲ (به انگلیسی: XI Olympic Winter Games) در شهر ساپورو، ژاپن از ۳ تا ۱۳ فوریه ۱۹۷۲ برگزار شد.
در این دوره از بازی‌ها شوروی با ۸ طلا، ۵ نقره و ۳ برنز مقام اول این رقابت‌ها را به دست آورد. آلمان شرقی با ۴ طلا، ۳ نقره و ۷ برنز مقام دوم را کسب کرد و تیم سوئیس با ۳ طلا، ۳ نقره و ۱ برنز به مقام سوم رسید. تیم ایران نیز در این دوره از بازی‌ها با ۴ ورزشکار حضور داشته است.

## ورزش‌ها
- اسکی آلپاین (۶) (جزئیات)
- ورزش دوگانه (۲) (جزئیات)
- بابسلد (۲) (جزئیات)
- اسکی صحرانوردی (۷) (جزئیات)
- اسکیت نمایشی (۳) (جزئیات)
- هاکی روی یخ (۱) (جزئیات)
- لژسواری (۳) (جزئیات)
- نوردیک ترکیبی (۱) (جزئیات)
- اسکی پرش (۲) (جزئیات)
- اسکیت سرعت (۸) (جزئیات)

## کشورهای شرکت‌کننده
- آرژانتین (۲)
- استرالیا (۴)
- اتریش (۴۰)
- بلژیک (۱)
- بلغارستان (۴)
- کانادا (۴۷)
- چکسلواکی (۴۱)
- فنلاند (۵۰)
- فرانسه (۴۰)
- آلمان شرقی (۴۲)
- آلمان غربی (۷۸)
- بریتانیای کبیر (۳۷)
- یونان (۳)
- مجارستان (۱)
- ایران (۴)
- ایتالیا (۴۴)
- ژاپن (۸۵) (میزبان)
- کره شمالی (۶)
- کره جنوبی (۵)
- لبنان (۱)
- لیختن‌اشتاین (۴)
- مغولستان (۴)
- هلند (۱۱)
- نیوزیلند (۲)
- نروژ (۶۷)
- فیلیپین (۲)
- لهستان (۴۷)
- رومانی (۱۳)
- اتحاد شوروی (۷۸)
- اسپانیا (۳)
- سوئد (۵۸)
- سوئیس (۵۲)
- چین (5)
- ایالات متحده آمریکا (۱۰۳)
- یوگسلاوی (۲۶)

## جدول مدال‌ها
*   کشور میزبان (ژاپن)
| رتبه            | کشور                | طلا | نقره | برنز | مجموع |
| --------------- | ------------------- | --- | ---- | ---- | ----- |
| ۱               | اتحاد شوروی         | ۸   | ۵    | ۳    | ۱۶    |
| ۲               | آلمان شرقی          | ۴   | ۳    | ۷    | ۱۴    |
| ۳               | سوئیس               | ۴   | ۳    | ۳    | ۱۰    |
| ۴               | هلند                | ۴   | ۳    | ۲    | ۹     |
| ۵               | ایالات متحده آمریکا | ۳   | ۲    | ۳    | ۸     |
| ۶               | آلمان غربی          | ۳   | ۱    | ۱    | ۵     |
| ۷               | نروژ                | ۲   | ۵    | ۵    | ۱۲    |
| ۸               | ایتالیا             | ۲   | ۲    | ۱    | ۵     |
| ۹               | اتریش               | ۱   | ۲    | ۲    | ۵     |
| ۱۰              | سوئد                | ۱   | ۱    | ۲    | ۴     |
| ۱۱              | ژاپن*               | ۱   | ۱    | ۱    | ۳     |
| ۱۲              | چکسلواکی            | ۱   | ۰    | ۲    | ۳     |
| ۱۳              | اسپانیا             | ۱   | ۰    | ۰    | ۱     |
| ۱۳              | لهستان              | ۱   | ۰    | ۰    | ۱     |
| ۱۵              | فنلاند              | ۰   | ۴    | ۱    | ۵     |
| ۱۶              | فرانسه              | ۰   | ۱    | ۲    | ۳     |
| ۱۷              | کانادا              | ۰   | ۱    | ۰    | ۱     |
| مجموع (۱۷ کشور) | مجموع (۱۷ کشور)     | ۳۶  | ۳۴   | ۳۵   | ۱۰۵   |